# Vein.fm
Vein.fm (anteriormente conhecida simplesmente como Vein) é uma banda norte-americana de hardcore punk originária de Boston, formada em 2013. São reconhecidos por suas frequentes turnês e por se apresentarem ao lado de grupos como Code Orange e Twitching Tongues durante suas passagens pela Europa. Em 2017, a banda assinou contrato com a gravadora Closed Casket Activities, que lançou seu primeiro álbum completo, Errorzone, recebendo uma recepção positiva por parte dos críticos e inclusive figurando na lista inicial de "Melhores Álbuns de 2018" da revista Revolver Magazine. O álbum também alcançou a posição 21 na parada de álbuns de hard rock da Billboard. Em julho de 2020, após o lançamento de seu álbum de remixes, a banda anunciou que mudou seu nome para Vein.fm.

## História

### Formação e Demo/Terror's Realm(2013–2015)
Em 2010, o vocalista/baixista Anthony Didio e o baterista Matt Wood foram apresentados por suas irmãs em um show em Haverhill, Massachusetts. A banda foi formada em 2013 na região de Merrimack Valley, Massachusetts, pelos guitarristas Josh Butts e Jeremy Martin, pelo vocalista/baixista Anthony DiDio e pelo baterista Matt Wood. A banda lançou uma demo autointitulada em 2013.
A banda fez muitos shows locais na área metropolitana de Boston e começou a ganhar destaque.[carece de fontes?] Em seguida, a banda lançou independentemente seu EP de estreia, Terrors Realm, em 4 de junho de 2015.

### Self-Destructe sucesso explosivo (2015–2017)
Em 2016, a banda supostamente lançou de forma independente[carece de fontes?] uma demo apenas física para enviar para gravadoras; esta demo atualmente não está disponível online. Em 6 de janeiro de 2017, lançaram um EP com a banda de metalcore/screamo da Virgínia, .Gif from God.
Ainda nesse ano, o Vein assinou contrato com a Closed Casket Activities e relançou suas músicas do EP anterior como um EP intitulado Self-Destruct em 15 de agosto de 2017. No mesmo ano, a banda fez shows com Jesus Piece, Code Orange e outros. Isso incluiu uma apresentação no Sound & Fury Fest, bem como uma marcante participação na edição de 2017 do This Is Hardcore fest na Filadélfia.[carece de fontes?]
Isso foi seguido por uma série de turnês bem-sucedidas, incluindo uma participação na popular turnê recorrente Life & Death ao lado de bandas como No Warning, Backtrack, Twitching Tongues e Higher Power.

### Errorzone(2018–2019)
No início de 2018, a banda conquistou uma posição de apoio em algumas turnês de alto perfil, incluindo uma turnê nos EUA com Harms Way ao lado de Ringworm e Queensway, assim como outra turnê nos EUA em apoio ao Code Orange, juntamente com Twitching Tongues. Esta turnê contou com suporte em datas selecionadas de Wicca Phase Springs Eternal, Ghostemane, Disembodied, Show Me the Body, Nicole Dollanganger e Trail of Lies.
Em maio de 2018, a banda começou a fazer teasers sobre seu álbum de estreia em estúdio. Em 8 de maio de 2018, lançaram o single e o videoclipe para "Virus://Vibrance" e anunciaram que o álbum de estreia, Errorzone, seria lançado ainda naquele ano pela Closed Casket Activities. Em 24 de maio de 2018, lançaram o single "Demise Automation". O último single do álbum, "Doomtech", foi lançado em 5 de junho de 2018. O álbum de estreia Errorzone foi lançado em 22 de junho de 2018, pela Closed Casket Activities. O álbum foi muito elogiado tanto pelos fãs quanto pelos críticos. Isso foi seguido pelo anúncio da banda e pela realização de sua primeira turnê nos EUA como headliner, com o suporte de Sanction, Fuming Mouth e Judiciary.
Em 9 de novembro de 2018, a banda estreou o videoclipe de "Demise Automation" e apoiou a turnê de 20 anos do Every Time I Die ao lado de Turnstile e Angel Dust. Em 2019, devido ao uso constantes de sons experimentais/eletrônicos em Errorzone, a banda recrutou Benno Levine para se juntar à banda.[carece de fontes?] Em janeiro de 2019, a banda embarcou em sua primeira turnê no Reino Unido como atração principal, com o suporte de Higher Power e Narrow Head. Isso foi seguido pela primeira aparição da banda no Japão, apoiando o Crossfaith com Injury Reserve e Jin Dogg.[carece de fontes?] A última turnê como headliner do ciclo de turnês do Errorzone foi nos EUA no outono de 2019, com o suporte de Soft Kill e Higher Power, com participações em datas selecionadas de Modern Color, Dead Heat, Silenus e Narrow Head.

### Álbum emix e mudança de nome (2020–2021)
Em janeiro de 2020, a banda apoiou While She Sleeps e Every Time I Die em uma turnê no Reino Unido/UE. Em 28 de julho de 2020, a banda lançou o single e o videoclipe intitulado "20 seconds: 20 hours", como parte do lançamento surpresa do álbum de remixes Old Data in a New Machine Vol. 1 no mesmo dia. O álbum de remixes inclui o novo single, remixes e demos de faixas de Errorzone, além de versões remixadas/remasterizadas de três faixas do EP de estreia da banda, Terrors Realm. O lançamento do álbum de remixes foi acompanhado pelo anúncio de que a banda havia mudado seu nome.
Em novembro de 2021, a banda anunciou que embarcaria em uma turnê pelos EUA na primavera de 2022, apoiando o Touche Amore ao lado de Dogleg, com Foxtails e Thirdface. Dogleg foi posteriormente substituído por Militarie Gun devido ao desbande da Dogleg em meio a alegações de abuso. Foxtails foi removido posteriormente da turnê devido a alegações de abuso e substituído por Thirdface.
Em dezembro de 2021, a banda anunciou que seria a atração principal de um show beneficente para Mark Whelan, da Fuming Mouth, ao lado de Buried Dreams, Mizery e High Command.

### This World Is Going to Ruin You(2022–atualidade)
Em 4 de janeiro de 2022, a banda anunciou seu segundo álbum de estúdio, intitulado This World Is Going to Ruin You, com lançamento previsto para 4 de março de 2022, pela Nuclear Blast. Em 5 de janeiro, a banda lançou uma nova música, "The Killing Womb". Em 25 de janeiro de 2022, a banda lançou a música "Fear In Non Fiction", com participação de Geoff Rickly, do Thursday. Em 15 de fevereiro de 2022, a banda lançou o terceiro single do álbum, "Wavery".

## Estilo Musical e Influências
Vein tem sido categorizado como metalcore, hardcore punk, mathcore, nu metal, e nu metalcore. Eles recebem influências de estilos como screamo, mathcore, drum and bass, nu metal, e trilhas sonoras de horror de filmes e jogos., sendo que Errorzone, em especial, é notável por seu som influenciado por grindcore, industrial e nu metal. Junto com contemporâneos como Portrayal of Guilt e Infant Island, o The Washington Post os descreveu como trazendo "nova vida" ao screamo.
Eles citaram influências que incluem Slipknot, Korn, a trilha sonora de Silent Hill 2, Converge, Deftones, Botch, Jeromes Dream, Neil Perry, e Daughters.

## Projetos paralelos
Em 2020, Anthony, Matt, Jeremy e a vocalista Marisa Shirar, conhecida pelo nome artístico Mirsy, formaram uma banda de rock alternativo chamada Fleshwater. A banda lançou sua demo em 21 de fevereiro de 2020. A demo foi relançada ainda naquele ano em cassete, incluindo uma faixa bônus que era um cover de "Enjoy" de Bjork. O grupo lançou seu primeiro álbum, intitulado We're Not Here to Be Loved, em 4 de novembro de 2022.
A partir de 2020, Benno faz música eletrônica/trip hop solo sob o nome Venom Benzo. Ele lançou independentemente seu primeiro EP, Enclose and Illuminate, em 30 de setembro de 2020. Lançou o single "Formative Rust" em 20 de dezembro de 2020. Em 16 de abril de 2021, lançou independentemente seu segundo EP, "Fall to the Flow: Unredacted".
Em 2021, Jeremy, Jon, Nick Hermann (baterista de Vomit Forth e Separated) e Justin Legere (guitarrista de Laid 2 Rest) formaram uma banda de mathcore chamada Living Weapon. Eles lançaram um EP intitulado Paradise, que posteriormente foi lançado em CD e LP pela Closed Casket Activities.
Em 2022, Jon, junto com membros de Mindforce, Sanction e All Out War, formou a banda No Souls Saved e lançou uma demo de 2 músicas.

## Membros
Membros atuais
- Anthony DiDio – vocais principais (2013–presente), baixo (2013–2016)
- Matt Wood – bateria (2013–presente)
- Jeremy Martin – guitarra, vocais (2013–presente)
- Jon Lhaubouet – baixo, vocais de apoio (2017–presente)

Ex-membros
- Josh Butts – guitarra (2013–2021)
- Sean Watson – baixo (2016–2017)
- Benno Levine – samples, turntables (2019–2022)

## Discografia
Álbuns de estúdio
- Errorzone (2018, Closed Casket Activities)
- This World Is Going to Ruin You (2022, Closed Casket Activities/Nuclear Blast)

Álbuns de compilação
- Old Data in a New Machine Vol. 1 (2020, Closed Casket Activities)

Extended plays
- Vein (2013, Sem gravadora)
- Terrors Realm (2014, Sem gravadora)
- Demo 2016 (2016, Sem gravadora)
- A Release of Excess Flesh com .Gif from God (2016, Zegema Beach/Structures//Agony/Longrail/Dingleberry/Contrition)
- Self-Destruct (2017, Closed Casket Activities)
- Vein on Audiotree Live (2018, Audiotree)[36]

Videoclipes
- "Virus://Vibrance" (2018, dirigido por Eric Richter)
- "Demise Automation" (2018, dirigido por Eric Richter)
- "20 seconds : 20 hours" (2020)
- "The Killing Womb" (2022, dirigido por Max Moore)
- "Wavery" (2022, dirigido por  Eric Richter)
- "Hellnight" (2022, Eric Richter)